# Restauracja Stuartów

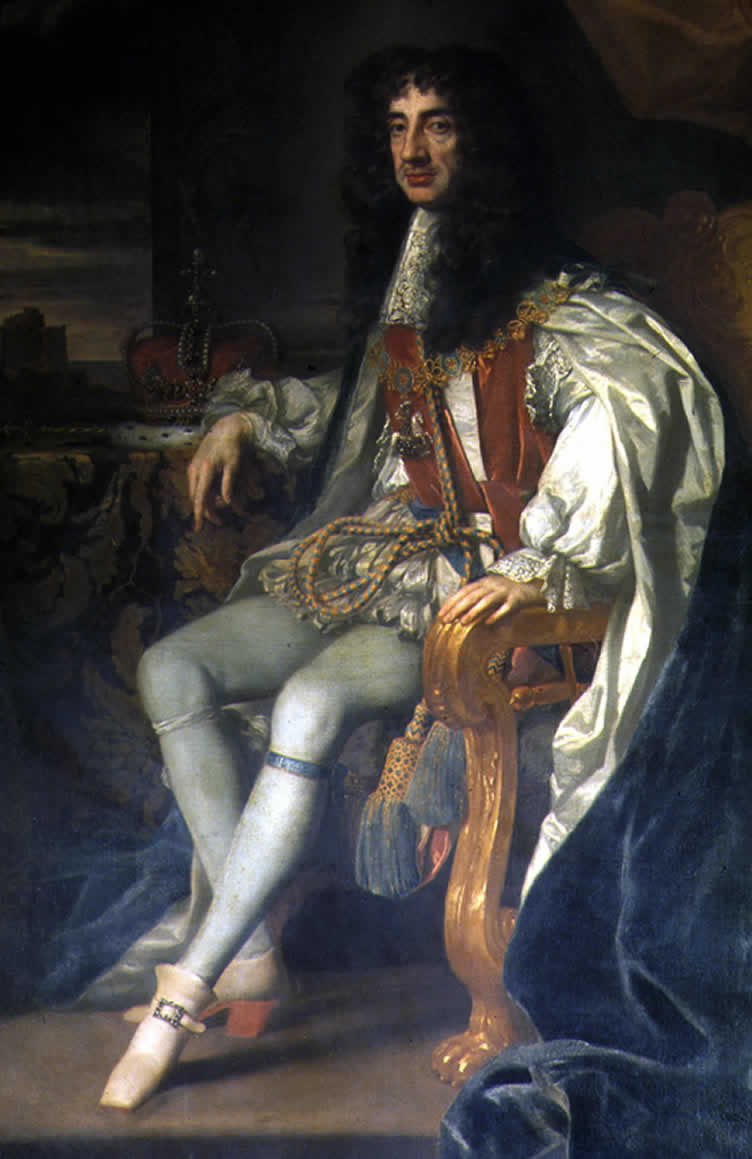
Karol II Stuart

W 1658 roku Oliver Cromwell – ojciec rewolucji angielskiej – zmarł. Władzę przejął wówczas jego syn – Richard Cromwell. Rządził on jednak nieudolnie i nie miał posłuchu w armii, co wykorzystali rojaliści.
W 1660 roku parlament angielski wybrał na króla Karola II Stuarta (1660–1685). Władca ten postępował zręcznie. Z jednej strony represjonował przywódców rewolucji, sprawców śmierci swojego ojca Karola I, z drugiej – prowadził efektywną politykę handlową i kolonialną. Zdobył poparcie grupy polityków w parlamencie, nazywanych później torysami, rekrutujących się spośród arystokracji zasiadającej w odtworzonej Izbie Lordów. W tym samym czasie pojawiła się też opozycja, złożona głównie z zamożnych mieszczan i szlachty zajmującej się handlem (gentry), zwana później wigami. Podział na dwa ugrupowania polityczne, który zaczął się kształtować w czasach Karola II, jest także charakterystyczny dla parlamentu współczesnej Wielkiej Brytanii. 
Dużym sukcesem, jaki odnieśli Wigowie było uchwalenie przez parlament w 1679 roku Habeas Corpus Act, czyli ustawy gwarantującej każdemu nietykalność osobistą. Odtąd wolno było trzymać podejrzanych w areszcie tylko przez 48 godzin, o ile nie przedstawiono im dowodów winy.
Młodszy brat i następca Karola II, Jakub II Stuart (1685–1688), nie prowadził polityki tak rozsądnej jak jego poprzednik. Był katolikiem i dążył do przywrócenia katolicyzmu. W odróżnieniu od Karola II chciał też ograniczyć rolę parlamentu i wprowadzić monarchię absolutną. Jakub II szybko utracił poparcie społeczeństwa, nawet torysów. W tej sytuacji udał się do katolickiej Irlandii i tam zaczął zbierać wojska, dzięki którym chciał odzyskać tron. Wobec takiej postawy króla pogodzeni Torysi i Wigowie w 1688 roku  ofiarowali tron córce Jakuba II, protestantce, Marii, żonie namiestnika Republiki Niderlandów, Wilhelma Orańskiego. Siły Jakuba II po krótkiej walce w Irlandii zostały pokonane. W Anglii to właściwie bezkrwawe przejęcie tronu nazwaną chwalebną rewolucją.